# Soo-otsa
Soo-otsa (Duits: Sootsa) is een plaats in de Estlandse gemeente Lääne-Nigula, provincie Läänemaa. De plaats heeft de status van dorp (Estisch: küla).
Tot in oktober 2017 viel Soo-otsa onder de gemeente Martna. In die maand werd Martna bij de fusiegemeente Lääne-Nigula gevoegd.

## Bevolking
Het dorp had op 31 december 2011 nog maar één inwoner. De volkstelling van 2021 geeft voor Soo-otsa geen resultaat.

## Ligging
De plaats ligt in het zuiden van de gemeente Lääne-Nigula. De rivier Liivi vormt de oostgrens van het dorp. Aan de overzijde ligt Laiküla. Het dorp ligt in een moerasgebied; het Estische soo betekent ‘moeras’.

## Geschiedenis
Soo-otsa werd in 1782 voor het eerst genoemd als Soo erres Külla, een dorp op het landgoed van Groß-Ruhde (Estisch: Suure-Rõude), waarvan het bestuurscentrum sinds 1977 op het grondgebied van het dorp Rõude ligt. Het dorp verdween en er kwam een boerderij Sooääre voor in de plaats. In 1913 werd weer een dorp Sootsa genoemd. In 1977 werden Suure-Rõude, Väike-Rõude (Duits: Klein-Ruhde), Allikotsa, Soo-otsa en Metsaküla samengevoegd tot één dorp Rõude. In 1997 werden Allikotsa en Soo-otsa daarvan afgesplitst, maar het oudste deel van het dorp bleef mij Rõude. Metsaküla ging met Soo-otsa mee.